# 男女同一賃金

国際労働機関100号条約への批准状況
批准
非批准
主権国家ではない
ILOに加盟していない

男女同一賃金（だんじょどういつちんぎん）とは、同一価値の労働をしたことに関する賃金について、性別を理由とした不利益な取扱いをしてはいけないという原則(同一労働同一賃金)。
国際的には1951年に、同一価値労働における男女同一賃金を定める国際労働機関（ILO）100号条約が定められている。

## 国際連合条約
国際労働機関は、同一価値の労働についての男女労働者に対する同一報酬に関する条約を定めている。これはFundamental convention（最優先条約）のひとつである。日本は批准している。
2017年における批准国は、ILO187加盟国のうち173であった。非批准国は以下の通り。
- バーレーン
- ブルネイ
- クック諸島
- クウェート
- リベリア
- マーシャル諸島
- ミャンマー
- オマーン
- パラオ
- カタール
- ソマリア
- トンガ
- ツバル
- アメリカ

## 欧州
欧州連合においては、1957年のローマ条約119条に男女同一賃金が定められ、この規定が欧州連合の機能に関する条約157条に継承されている。

### フランス
フランスでは「男性と女性の賃金平等に関する1972年2月22日法」によって初めて男女同一賃金が定められたが、男女がほぼ同一の業務に就くことが保障されていなかったため、男女同一賃金は男女均等待遇に関する1976年2月9日のEU指令（76/207/EEC）を待たなければならなかったといわれている。

### ドイツ
ドイツでは2017年7月6日に施行された賃金構造透明化の促進のための法律第1条で同一労働または同一価値労働における男女同一賃金が明文化された。この法律で従業員が200人を超える企業では労働者の賃金に関する情報開示請求権、従業員が500人を超える企業では賃金構造調査の実施と状況報告書の作成義務が課された。

### イギリス
イギリスでは1970年の平等賃金法（1975年施行）や1975年の性差別禁止法など法整備が行われた。また、2010年平等法第78条により、従業員規模が250人を超える組織での男女間賃金格差の公表制度が2017年から導入された。

### アイスランド
アイスランドでは2018年1月から政府機関や民間企業（従業員が25人以上のもの）に対して男女同一賃金の証明書を取得させる制度がスタートすることとなり、男女同一賃金の証明書を取得できない場合には罰金刑に処せられることが定められている。

## 米国

### 法令
アメリカ合衆国では、ケネディ政権下の連邦法1963年同一賃金法で、同様の労働条件下で行われる同一労働について性別による賃金差別を禁止した。また、ジョンソン政権下の1964年に成立した1964年公民権法の第7編（Title VII of the Civic Rights Act of 1964）で、人種や宗教、出身国による雇用者に対する差別（採用、解雇、報酬、労働条件等）が禁止された。
アメリカ合衆国の労働法は、連邦法のほか各州に独自の州法があり、大都市では独自の条例が定められることも多く、例えばイリノイ州法では2003年に成立したEqual Pay Actで賃金に関する男女差別及び人種差別が州法でも禁止されている。

### 統計
1960年代以降は性別に基づく賃金格差は小さくなってきているが、労働省労働統計局の統計では2018年におけるフルタイム労働者の女性の賃金の中央値は男性の81.6%であった。

## 日本

### 労働基準法
日本では1947年（昭和22年）制定の労働基準法第4条に定められたのが嚆矢とされる。
その後、日本は1967年（昭和42年）にILO100号条約（同一価値の労働についての男女労働者に対する同一報酬に関する条約）を批准した。厚生労働省によると、「女性であることを理由として」が違法行為と意味しているのは、労働者の性別が単に女性であることを理由とした場合のみであり、職務・能率・技能、年齢・勤続年数等が理由で賃金に差異が生じた際には本条違反ではなく、合法である(昭和22年9月13日発基17号と平成9年9月25日基発648号)。そして、賃金以外の労働条件について、職務、能率、技能、年齢、勤続年数等以外の理由で、単に性別が女性であることだけでの差別(差をつくること)は男女雇用機会均等法で禁止される。第4条違反には、第119条により6ヶ月以下の懲役又は30する下の罰金に処せられる（ちなみに罰則は労働基準法によるモノであり、男女雇用機会均等法ではない）。
- 就業規則に労働者が女子であることを理由として賃金について男子と差別的取扱いをする趣旨の規定があって、現実に男女差別待遇の事実がない場合、その規定は無効であるが本条違反とはならない（昭和23年12月25日基収4281号）。
- 「差別的取扱い」とは、不利に取扱う場合のみならず、有利に取扱う場合も含む（昭和22年9月13日発基17号、昭和63年3月14日基発150号）。したがって女性を男性よりも有利に扱うことも第4条違反となる。なお職務、能率、技能、年齢、勤続年数等によって男女労働者間に賃金の個人的差異があることは第4条違反ではない。

### 不利益取扱いの例
- 男性と女性で同一労働に別個の賃金支給規程を設けた場合。(同一労働同一賃金違反)
- 同一労働をしている男性または女性にのみ家族手当を支給する場合。あるいは、同一労働している男性と女性で家族手当の支給基準を別個に設定した場合。
- 男女別の職場で、もし男性が女性の職場で同一労働したら、女性より多く賃金を支給している場合。

### 判例
- 男性と女性で異なった賃金支給基準が定められている場合、特段の事情がない限り、労基法4条違反となる。この場合、賃金に係る労働契約は無効となる。（秋田地方裁判所昭和50年4月10日判決（秋田相互銀行事件））
- 扶養親族を有する世帯主である行員に家族手当を支給するに当たり、男性には配偶者の所得について所得税法上の扶養控除対象限度額に関わらず手当を支給し、女性には配偶者の所得が限度額を超えた場合に支給しないことは、賃金の差別的取り扱いに当たり、労働契約は労基法4条違反となり、民法90条により無効となる。（仙台高等裁判所平成4年1月10日判決（岩手銀行事件））